# Barbus profundus
Barbus profundus är en fiskart som beskrevs av Greenwood, 1970. Barbus profundus ingår i släktet Barbus och familjen karpfiskar. IUCN kategoriserar arten globalt som otillräckligt studerad. Inga underarter finns listade.